# Tupolew ANT-22
Die Tupolew ANT-22 (russisch Туполев АНТ-22) war ein sowjetisches Flugboot aus der Mitte der 1930er Jahre. Es war vorgesehen, sie als Langstrecken-Fernaufklärer bei der Marine einzusetzen. Letztlich wurde aber von einer Serienfertigung Abstand genommen, und die ANT-22 erschien nur als Prototyp.

## Entwicklung
Die ANT-22 entstand als Weiterentwicklung des ANT-11-Flugbootprojekts im AGOS, einer Entwicklungsgruppe für mittlere und schwere Ganzmetall-Flugzeuge unter Leitung Andrei Tupolews, die eine Unterabteilung des ZAGI in den 1930er Jahren war. Tupolew orientierte sich bei dem Entwurf an dem schweren, sechsmotorigen Flugbootprojekt MTB-2 von Robert Bartini aus dem Jahr 1930, dessen Bau abgelehnt worden war.
Im Juli 1934 war der Bau des Prototyps abgeschlossen. Der Erstflug mit den Piloten T. W. Rjibenko und D. Iljinski erfolgte am 8. August 1934 und es wurde beschlossen, die ANT-22 unter der militärischen Bezeichnung MK-1 („Морской крейсер“, Morskoi kreiser = Marinekreuzer) in Dienst zu stellen. Dieser Plan wurde jedoch später wieder aufgegeben, obwohl die Maschine zwei Gewichts-/Höhenweltrekorde erfliegen konnte, so geschehen am 8. Dezember 1936, als Rjibenko 10.000 Kilogramm Nutzlast, später 13.000 Kilogramm auf 1942 Meter Höhe beförderte.

## Aufbau
Das Flugzeug besaß als auffälliges Merkmal zwei gekielte Bootsrümpfe, die ihm auch bei rauer See eine hohe Stabilität auf dem Wasser verliehen. Die Pilotenkabine befand sich zwischen den Rümpfen im Tragflügel, der vier Holme und eine Wellblechbeplankung besaß. Auf ihm befanden sich auch auf drei hohen Stahlrohrgestellen die sechs paarweise in Tandemanordnung befestigten M-34R-Motoren, die so relativ sicher vor Spritzwasser waren. Das Leitwerk war ebenso wie alle anderen Baugruppen aus Metall und besaß ein durchgehendes Höhenleitwerk. Die ANT-22 war mit sechs Waffenständen ausgestattet, von denen sich je einer pro Bootskörper im Bug, auf dem Rücken über dem hinteren Flügelanschluss zum Rumpf und im Heck befand.

## Technische Daten
| Kenngröße             | Daten                                                                 |
| --------------------- | --------------------------------------------------------------------- |
| Besatzung             | 8                                                                     |
| Spannweite            | 51,00 m                                                               |
| Länge                 | 24,10 m                                                               |
| Höhe                  | 6,36 m                                                                |
| Flügelfläche          | 304,5 m²                                                              |
| Flügelstreckung       | 8,5                                                                   |
| Flächenbelastung      | normal 95 kg/m² maximal 107 kg/m²                                     |
| Leistungsbelastung    | normal 5,8 kg/PS maximal 6,6 kg/PS                                    |
| Leermasse             | 21.663 kg                                                             |
| Startmasse            | normal 29.450 kg maximal 33.560 kg                                    |
| Antrieb               | sechs flüssigkeitsgekühlte 12-Zylinder-V-Motoren Mikulin M-34R        |
| Startleistung         | 830 PS (610 kW)                                                       |
| Höchstgeschwindigkeit | 223 km/h                                                              |
| Marschgeschwindigkeit | 180 km/h                                                              |
| Landegeschwindigkeit  | 110 km/h                                                              |
| Steigleistung         | 1,7 m/s                                                               |
| Steigzeit             | 10,3 min auf 1000 m Höhe 42,0 min auf 2000 m Höhe                     |
| Gipfelhöhe            | 3500 m                                                                |
| Reichweite            | 1330 km                                                               |
| Bewaffnung            | acht 7,62-mm-MG SchKAS zwei 20-mm-Kanonen Oerlikon 3000 kg Bombenlast |